# Lagavooren 7
Lagavooren 7 ist ein spätneolithischer Timber Circle (englisch für Pfostenkreise), der bei der Sondierung des Drogheda-Bypasses des M1 südwestlich des Ortes im County Meath in Irland entdeckt und 2001 von Emmett Stafford ausgegraben wurde. Er weist Ähnlichkeit mit dem etwa 7,5 km entfernten Knowth Timber Circle auf. Der mehrphasige Standort Lagavooren war einer der herausragenden in der Region. Außer dem Holzkreis gab es Belege für frühneolithische (Gruben mit Töpferwaren), bronzezeitliche und eisenzeitliche Aktivitäten (Herde mit Eisenschlacke von 520–380 v. Chr., am Beginn der Eisenverhüttung in Irland).
Lagavooren 7 befindet sich innerhalb eines spätneolithischen und bronzezeitlichen Komplexes zwischen Rathmullan und Lagavooren (irisch Log an Mhúirín). Eine spätneolithische Grube wurde 110 m nordwestlich bei Rathmullan 7 c ausgegraben. Sie enthielt große Mengen spätneolithischer Grooved Ware einschließlich eines fast intakten Gefäßes. Die Töpferware wurde als Votivlager interpretiert und hat Parallelen in einem zweiten großen Lager von Grooved Ware in einer Grube in der Nähe von Rathmullan 8. Hervorzuheben sind auch große spätbronzezeitliche Funde (1040–810 v. Chr.) im Südosten. Der Platz wurde nur teilweise ausgegraben und die Reste wurden in situ unter der Autobahn belassen.

## Der Timber circle
Das Aufkommen der Timber circles in Irland ist (um 2900 v. Chr.) mit dem Auftreten von Grooved Ware verbunden. Die Anlagen werden als Plätze mit ritueller Funktion interpretiert und können im Mittelpunkt aufwändiger Zeremonien gestanden haben. Der Kreis von Lagavooren hatte einen Innendurchmesser von 5,7 und einen Außendurchmesser von 7,0 m. Er wird von 23 in regelmäßigem Abstand (etwa 86 cm) aufgestellten Pfosten definiert. Im Innenraum gab es vier große Pfostenlöcher und einen Zugang im Südosten. Die mit dieser Struktur verbundenen Ablagerungen erbrachten eine große Menge lithischer und keramischer Relikte, die aus zahlreichen Abschlägen, Klingen und Schabern aus Feuerstein bestand und eine große Menge gerillter Ware umfasste.
Eine Reihe von 14C-Daten (verbrannte Tierknochen) aus den Pfostenlöchern (2900–2670 v. Chr., 2840–2470 v. Chr. und 2580–2460 v. Chr.) bestätigt – in Verbindung mit der Grooved Ware – das späte Neolithikum. Die Verteilung der Töpferware war aufschlussreich. Scherben von vier Gefäßen wurden aus den Füllungen von jeweils mehr als einem Pfostenloch geborgen. Mindestens eine Scherbe von jedem dieser Gefäße wurde auch aus den Pfostenlöchern der viereckigen Pfostensetzung im Zentrum geborgen, während je eine Scherbe von zweien der Gefäße vom Zugang stammt. Die Scherben von Gefäß 10 (Vessel 10) wurden in acht verschiedenen Pfostenlöchern gefunden. Dies ist ein deutlicher Hinweis auf eine absichtliche und rituelle Ablagerung während des Baus.